# Yoichiro Nambu
Yoichiro Nambu (japanska: 南部陽一郎?, Nanbu Yōichirō), född 18 januari 1921 i Tokyo, död 5 juli 2015 i Osaka, var en japansk teoretisk fysiker verksam i Japan och USA. Han tilldelades 2008 Nobelpriset i fysik tillsammans med Makoto Kobayashi och Toshihide Masukawa.

## Karriär
Nambu avlade examen vid fysikinstitutionen på Tokyos universitet 1942. Han blev professor 1950 vid Osaka universitet. Vid sin död var han professor emeritus vid University of Chicago och verksam vid Enrico Fermi Institute.

## Vetenskaplig gärning
Nambu gav kvarkar färgladdning och han var också en av dem som visade att dualresonansmodellen kunde användas till att beskriva hadroner som kvanttillstånd hos öppna strängar. Nobelpriset 2008 fick han för "sin matematiska beskrivning av spontana symmetribrott inom elementarpartikelfysiken" från 1960.

### Utmärkelser
Förutom halva Nobelpriset i fysik 2008 fick han genom åren en rad andra utmärkelser, bland andra 
- Max Planck-medaljen 1985
- Wolfpriset i fysik 1994/95, tillsammans med Vitalij L. Ginzburg.
- Oskar Klein-medaljen 2005.